# Tipula (Lunatipula) triton
Tipula (Lunatipula) triton is een tweevleugelige uit de familie langpootmuggen (Tipulidae). De soort komt voor in het Nearctisch gebied.